# ジューク (バンド)
ジューク（英語: JUKE）は1978年から1983年まで首都圏を中心に活動した日本のブルース・バンド。

## 概説
1973年に石川嘉信、石川龍一、茂木弘幸の3人でジュークの前身となる「マッドブルースバンド」を結成。同年に土屋徹、青木幹夫も加入して本格的に活動を開始する。翌1974年に青木が脱退し石川の弟である二三夫が加入。同年にサンスイコンポーネントステレオの広告に起用され、週刊プレイボーイ、週刊平凡パンチ、GOROに掲載される。翌1975年に石川嘉信が脱退し中根義之が参加したのを機にバンド名を「ワンモアドリンクブルースボーイズ」に変更し首都圏のライブハウスで3年間活動。
1978年に茂木が脱退しバンド名をリトル・ウォルターの曲にちなんで「ジューク（JUKE）」に変更。以降、活動を活発化させる。1981年に土屋が脱退し金井肇が短期間ながら加入、固定していなかったドラムスに元「永井隆とブルーヘヴン」の大平幹久が加入し安定したサウンドを確立させた。同年に金井と中根が脱退し松竹谷清が加入する。1980年頃から元ウシャコダの菅野賢二がほとんどのステージでゲストとして演奏に参加した。
1982年にVIVID SOUNDのDead Ballレーベルからファーストアルバム『REAL LIVE!』（原宿クロコダイルでのライヴ盤）をリリース。近藤房之助の在籍したブレイクダウンや永井隆とブルーヘヴン、吾妻光良とスゥインギンバッパーズ、ウシャコダなどとともに当時の日本のブルースシーンを支えた。同年、全国ツアー終了後に解散。石川二三夫はシカゴへ渡り音楽活動を続け、松竹谷清はTOMATOSを結成して「TOKYO SOY SOURCE」などで活動している。

## メンバー
| 名前       | 担当                       | 生年月日               | 出生地           | 在籍時期        | 備考                           |
| ---------- | -------------------------- | ---------------------- | ---------------- | --------------- | ------------------------------ |
| 土屋徹     | ギター                     | 1952年9月16日（72歳）  | 長野県軽井沢町   | 1978年 - 1981年 |                                |
| 中根義之   | ギター                     | 1954年12月13日（70歳） | 広島県神石高原町 | 1978年 - 1981年 |                                |
| 松竹谷清   | ヴォーカル、ギター         | 1957年6月29日（67歳）  | 北海道札幌市     | 1981年 - 1983年 |                                |
| 石川二三夫 | ヴォーカル、ブルースハープ | 1957年12月23日（67歳） | 東京都江戸川区   | 1978年 - 1983年 |                                |
| 石川龍一   | ヴォーカル、ベース         | 1952年6月19日          | 東京都江戸川区   | 1978年 - 1983年 | 1994年11月24日に死去、42歳没。 |
| 大平幹久   | ドラムス                   | 1953年2月22日（72歳）  | 東京都目黒区     | 1981年 - 1983年 |                                |

## アルバム
- 『REAL LIVE!』（1982年、Dead Ball）- ファーストアルバム。「KIYOSHI with JUKE」名義。原宿クロコダイルでのライヴ盤。
- 『GOTTA MOVE ON UP/A BLUES ANTHOLOGY:TOKYO Vol.1』(1989年)石川二三夫、石川龍一収録。
- 『TOKYO BLUES YESTERDAY vol 2』(2023年）初期ジューク収録。

## ライブビデオ
- 石川二三夫 1982年4月11日 市川りぶる
- 石川二三夫 1982年9月27日 原宿クロコダイル
- 松竹谷清 1982年4月17日 下北沢スーパーマーケット
- 松竹谷清 1982年9月27日 原宿クロコダイル
- 石川龍一 1982年4月17日 下北沢スーパーマーケット
- ジューク（ゲスト：小出斉）1982年9月27日 原宿クロコダイル

## 関連文献
- 雑誌『週刊プレイボーイ、週刊平凡パンチ、隔週刊GORO』1974年に掲載されたサンスイステレオCMのマッドブルースバンド
- 雑誌『月刊 宝島臨時増刊号ROCKERS 1983 1983年1月1日発行 (JICC)
- 雑誌『月刊ブラックミュージックレビュー』1982年～1983年 (ブルースインターアクションズ)
- 雑誌『月刊ミュージックマガジン』1982年 (ミュージックマガジン)
- 雑誌『月刊 Player』1982年(プレイヤーコーポレーション)